# صنایع هوایی نیوا
صنایع هوایی نِیوا (انگلیسی: Indústria Aeronáutica Neiva) شرکت هوافضا و صنایع جنگ‌افزاری برزیلی است، که در سال ۱۹۵۴ تأسیس شد و هم‌اکنون زیرمجموعه‌ای از شرکت امبرائر می‌باشد.